# Круїзне судно

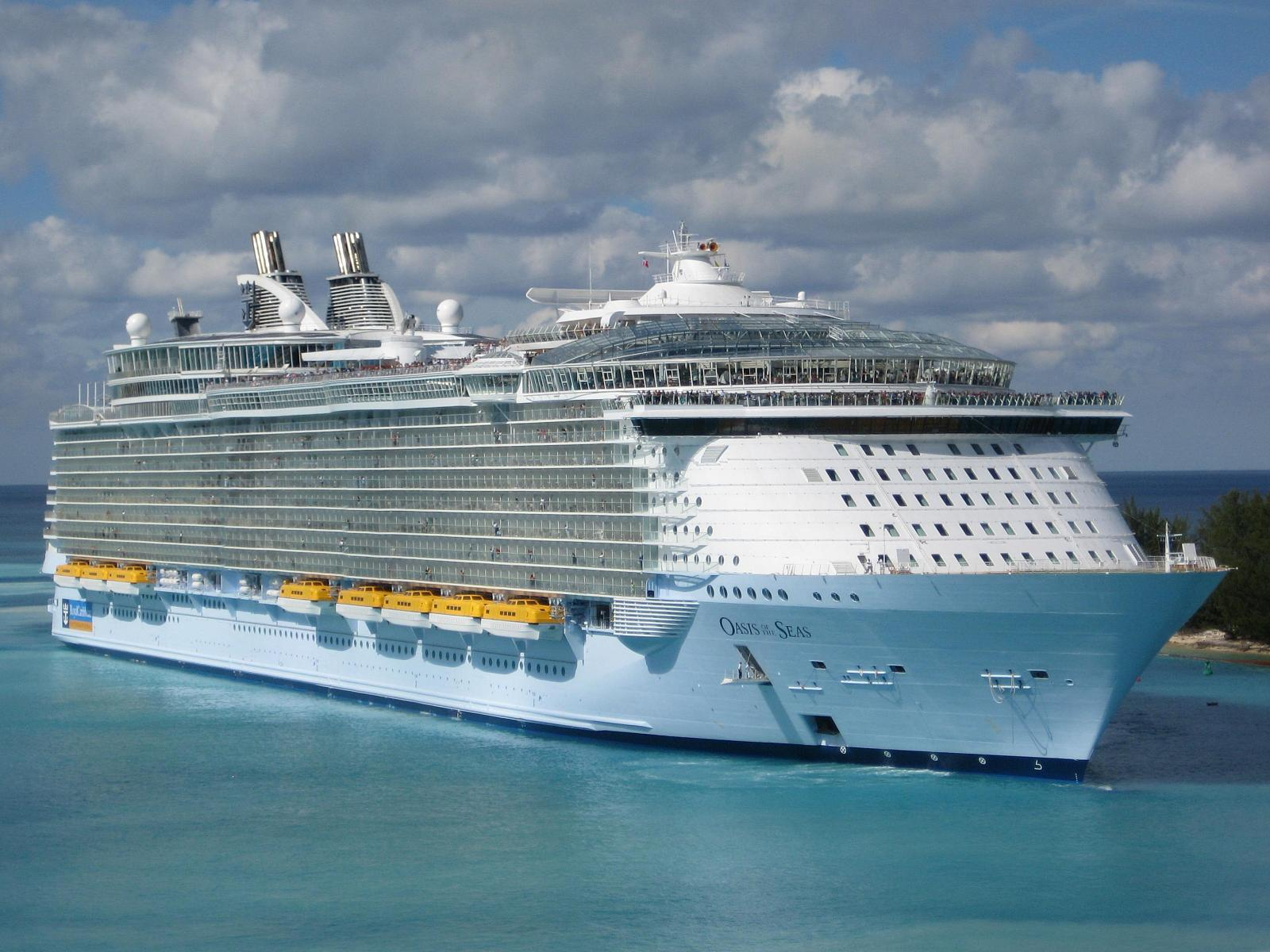
Круїзний лайнер Oasis of the Seas

Круї́зне судно́ — судно, що рухається за певним маршрутом згідно з попередньо визначеною програмою туристичного обслуговування в портах за маршрутом руху. У ньому надають послуги з тимчасового розміщення у каютах, а також послуги харчування і розваги під час круїзу.
У туристській практиці активно реалізується програма круїзних перевезень морськими і річковими маршрутами, з висадкою туристів у портах, здійсненням екскурсій тощо.
Круїзне судно створює туристам підвищений комфорт, розваги на борту і т. ін. Сучасний круїзний лайнер є невеликим курортним містечком зі своїми ресторанами, барами, казино, дискотеками, готелями, плавальними басейнами, салонами краси тощо.
Станом на березень 2019 року найбільшим у світі круїзним кораблем був Symphony of the Seas (укр. Симфонія морів), компанії Royal Caribbean International.